# ويليام إل. فينلي
ويليام إل. فينلي (بالإنجليزية: William L. Finley)‏ هو مصور أمريكي، ولد في 9 أغسطس 1876 في سانتا كلارا في الولايات المتحدة، وتوفي في 29 يونيو 1953 في بورتلاند في الولايات المتحدة.